# William D. Byron

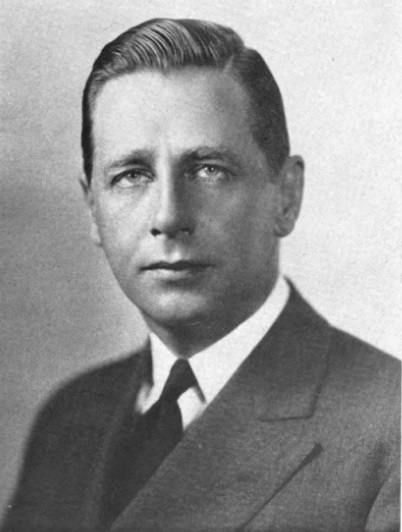
William D. Byron

William Devereux Byron (* 15. Mai 1895 in Danville, Virginia; † 27. Februar 1941 bei Jonesboro, Georgia) war ein US-amerikanischer Politiker. Zwischen 1939 und 1941 vertrat er den Bundesstaat Maryland im US-Repräsentantenhaus.

## Werdegang
Im Jahr 1899 kam William Byron mit seinen Eltern nach Williamsport in Maryland, wo er später die öffentlichen Schulen besuchte. Danach studierte er an der Phillips Exeter Academy in New Hampshire und am Pratt Institute in New York City. Während des Ersten Weltkrieges diente er im Fliegerkorps der US Army, in dem er zum Leutnant und Ausbilder aufstieg. Seit 1919 arbeitete Byron in der Lederwarenbranche. Gleichzeitig schlug er als Mitglied der Demokratischen Partei eine politische Laufbahn ein. Von 1926 bis 1930 war er Bürgermeister von Williamsport – ein Amt, das bereits sein gleichnamiger Großvater ausgeübt hatte. Zwischen 1930 und 1934 gehörte er dem Senat von Maryland an. Danach war er in den Jahren 1935 und 1936 Mitglied der Kommission zur Verwaltung der Staatsstraßen in Maryland.
Bei den Kongresswahlen des Jahres 1938 wurde Byron im sechsten Wahlbezirk von Maryland in das US-Repräsentantenhaus in Washington, D.C. gewählt, wo er am 3. Januar 1939 die Nachfolge von David John Lewis antrat. Nach einer Wiederwahl konnte er bis zu seinem Tod am 27. Februar 1941 im Kongress verbleiben. Während dieser Zeit wurden noch einige New-Deal-Gesetze der Bundesregierung verabschiedet. William Byron wurde Opfer eines Flugzeugabsturzes in Jonesboro nahe Atlanta. Seine Witwe Katharine Byron (1903–1976), die Enkelin von US-Senator Louis E. McComas, wurde zu seiner Nachfolgerin gewählt. Auch sein Sohn Goodloe (1929–1978) wurde später Kongressabgeordneter für Maryland.